# اشلی واگنر
اشلی واگنر (انگلیسی: Ashley Wagner؛ زادهٔ ۱۶ مهٔ ۱۹۹۱) اسکیت‌باز نمایشی اهل ایالات متحده آمریکا است.